# Stephen Quemper
Pour les articles homonymes, voir Quemper.
Stephen Quemper, né le 12 mai 1993 à Morlaix, est un footballeur français, qui joue au poste d'arrière gauche à l'US Créteil-Lusitanos.

## Biographie
Stephen Quemper est formé à l'En avant de Guingamp de 2003 à 2006. Il quitte le club costarmoricain de son plein gré, déçu par son temps de jeu et la politique sportive préférant les gabarits imposants.
Il rejoint alors le SC Morlaix, le club de sa ville natale, avec qui il débute en Division d’Honneur à l'âge de 17 ans.
Alors qu'il peut rejoindre l'équipe réserve du Stade brestois en 2014, il préfère rejoindre l'US Concarneau. Quemper préfère se concentrer sur ses études, durant lesquelles il devient titulaire d'un BTS management et d'une licence banque-assurance.
Entre 2014 et 2019, il évolue au Stade briochin.
Le 28 mai 2019, il rejoint le SC Bastia alors en National 2 pour deux saisons plus une en option. Avec le club bastiais, il obtient deux montées successives du National 2 à la Ligue 2.
Le 10 janvier 2022, il fait son retour dans son club formateur de Guingamp. Il dispute son premie match professionnel avec l'EAG le 15 janvier face à Grenoble. Le 30 juillet 2022, il prolonge son contrat jusqu'en 2025. Le 12 septembre 2022, il inscrit son premier but en Ligue 2 d'un tir en pivot dans le cadre d'un match gagné 6-3 à Metz.
Stephen Quemper est aussi un amateur de jeux vidéos, et partage ses performances sur la plateforme Twitch.

## Palmarès
- SC Bastia
  - Champion de France de National en 2021
  - Champion de France de National 2 (Groupe A) en 2020